# Флорилегий

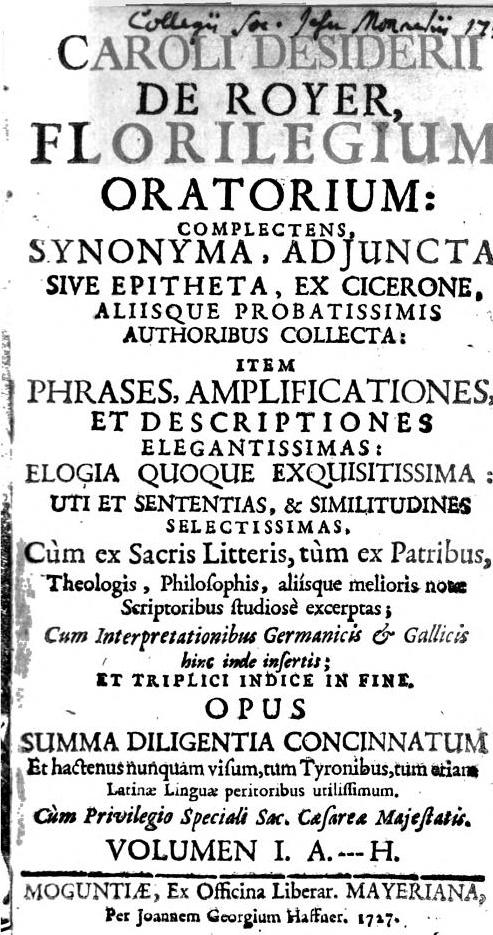
Florilegium Oratorium Руайе, Карл Дезидерий (1707)

Флориле́гий, флориле́гии (лат. florilegii — избранные произведения, от florilegus — собирающий цветочный нектар) — сборник выписок из произведений античных и средневековых авторов.
В эпоху эллинизма материал для флорилегия отбирался прежде всего по эстетическим критериям: ценились художественная форма изречения, образность мысли. В римскую эпоху флорилегии превратились в своего рода справочники, содержавшие сведения в разных областях знаний и имевшие сугубо практическую направленность. К исходу античности флорилегий представлял собой определённым образом упорядоченное собрание изречений поэтов, философов, ораторов и пр., а также исторических анекдотов из жизни выдающихся личностей прошлого.
Продолжением античных флорилегиев стали византийские, первоначально содержавшие извлечения из языческих авторов; позднее к ним добавились сборники выдержек из христианских сочинений. На их основе в IX—XII веках сложились смешанные, «сакропрофанные» флорилегии, объединявшие обе традиции. В числе наиболее популярных сборников такого типа был, например, «Florilegium Angelicum», составленный в XII веке во Франции и включавший как античные, так и святоотеческие тексты (максимы, афоризмы, нравоучительные сентенции). Распространённой практикой в Средние века было также составление выписок из античной и средневековой поэзии и прозы. Компиляции, составленные из изречений философов, юристов или церковных писателей, использовались в научно-образовательных целях; многие отрывки заучивались в школах наизусть; они также облегчали сочинение собственных текстов и подготовку речей. Флорилегии на духовные темы служили целям мистическим, назидательным и медитативным, а также использовались для составления проповедей. При многократных переписываниях в тексты могли вноситься изменения (сокращения, дополнения и т. п.), что затрудняет их филологические исследования; составители имели также обыкновение христианизировать античные произведения.

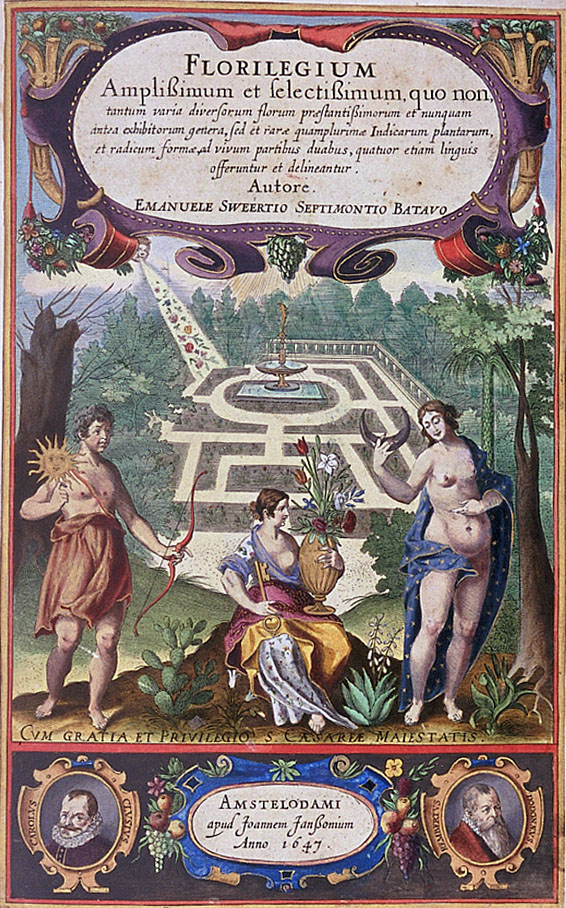
Свертс, Эмануэль. Florilegium amplissimum et selectissimum. 1647

Пик популярности средневековых флорилегиев пришёлся на XIII век; с этого же времени составляющие их тексты стали располагать в определённом порядке. Если ранее поиск нужной цитаты был затруднителен, то с этого времени их размещали в алфавитном порядке либо по тематическому принципу. Постепенно менялся и внешний вид флорилегиев, всё более разнообразным становилось оформление — колонтитулы, абзацы, глоссы, шрифты и т. п., — призванное подчеркнуть и выделить структуру, сделать текст более понятным и лёгким для запоминания. Флорилегии избавляли владельцев от необходимости приобретать большое количество дорогостоящих книг; кроме того, их сравнительно небольшой формат делал их удобными для хранения и изучения.
На Руси флорилегии, принесённые из Византии после принятия христианства, получили распространение в форме сборников изречений, приписываемых древним мудрецам или отцам Церкви. Среди них особой популярностью пользовалась так называемая «Пчела», известная в нескольких редакциях и содержащая поучительные высказывания из греческих памятников и Священного Писания. В более позднее время флорилегии заимствовались и с католического Запада, знакомя русского читателя с такими авторами, как Фома Аквинский, Блаженный Августин, Сенека и другие. Кроме того, вплоть до XVIII века существовали так называемые «цветники», содержавшие выдержки из религиозных текстов, притчи и короткие светские повести.
В западной традиции флорилегиями, или флорилегиумами, называют также собрания изображений редких и экзотических растений. В отличие от травников и фармакопей, они включали прежде всего растения, отличавшиеся необычностью и красотой. Как правило, это были дорогие и роскошные книги, нередко создававшиеся в единственном экземпляре; заказчиками были представители знати, желавшие увековечить свою цветочную коллекцию.